# 卡柳梅特 (密歇根州)
卡柳梅特（英語：Calumet，/ˌkæljuˈmɛt/ KAL-yuu-MET 或 當地 /ˌkæljəˈmɛt/ KAL-yə-MET）是位於美國密歇根州霍頓縣卡柳梅特特設鎮區的一個村。

## 人口
根據2020年美國人口普查的數據，卡柳梅特的面積為0.52平方千米，當中陸地面積為0.52平方千米，而水域面積為0.00平方千米。當地共有人口621人，而人口密度為每平方千米1,194人。